# Dankasirály
A dankasirály (Chroicocephalus ridibundus vagy Larus ridibundus) a madarak (Aves) osztályának lilealakúak (Charadriiformes) rendjébe, ezen belül a sirályfélék (Laridae) családjába tartozó faj.

## Rendszerezése
A fajt Carl von Linné svéd természettudós írta le 1766-ban, a Larus nembe Larus ridibundus néven, egyes szervezetek, többek közt a MME is, jelenleg is ide sorolják.

## Előfordulása
Eurázsiában és Észak-Amerikában honosak, telelni délre vonulnak. Természetes élőhelyei a  tengerpartok, édes és sós vizű mocsarak, télen beköltöznek a városokba, vagy víztározók környékén élnek. Vonuló faj.

### Kárpát-medencei előfordulása
Magyarországon fészkelő faj, tavasszal és ősszel tömeges vonuló.

## Megjelenése
Testhossza 37–43 centiméter, szárnyfesztávolsága 100-110 centiméter, testtömegük 200-400 gramm. A hím feje a nászidőszakban csokoládébarna, szeme körül fehér gyűrűvel. Télen feje is fehér.
|  |  |

## Életmódja
Rovarokkal, halakkal, gyümölcsökkel és dögökkel táplálkozik. Kiválóan repül, jól úszik.

## Szaporodása
Telepesen költ, a talajon zsombékokra, nádtörmelékből és növényi részekből készíti csésze alakú fészkét. A fészekalja 2-4 agyagsárga színű, sötétbarna foltozású tojásból áll, melyen 18-24 napig kotlik. Rendkívül éberen védik a fészektelepet, a háborgatókat azonnal megtámadják, elűzik. A fiókák 35 nap múlva lesznek önállóak.
|  |

## Képek

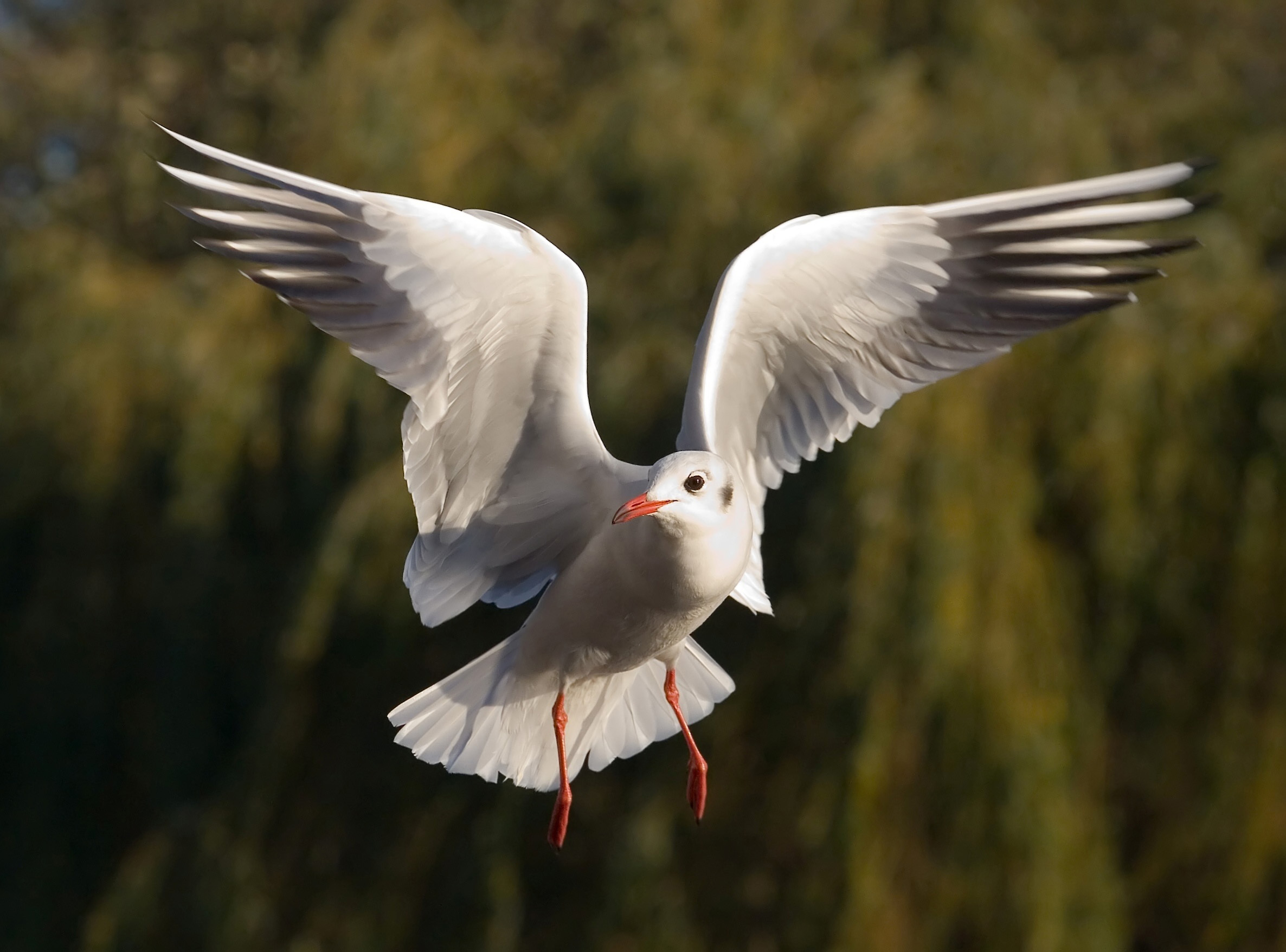
Lebegő dankasirály
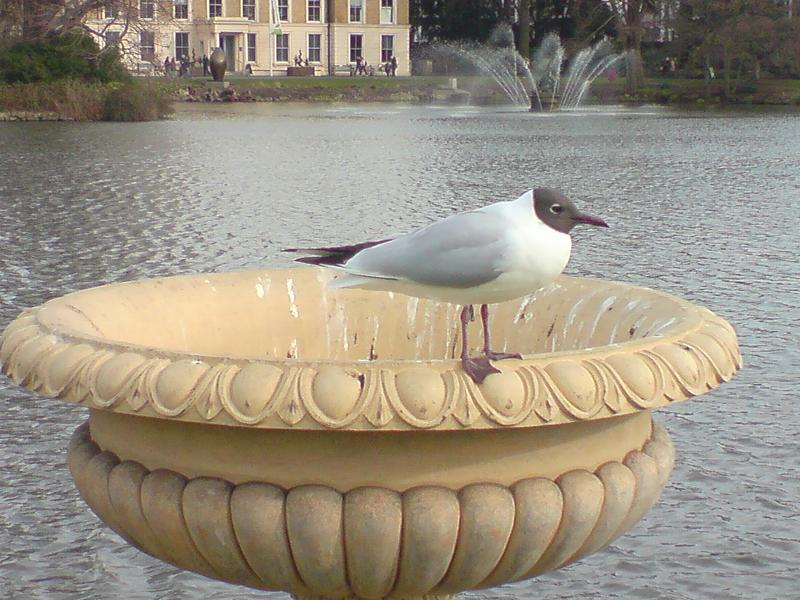
Nászruhában
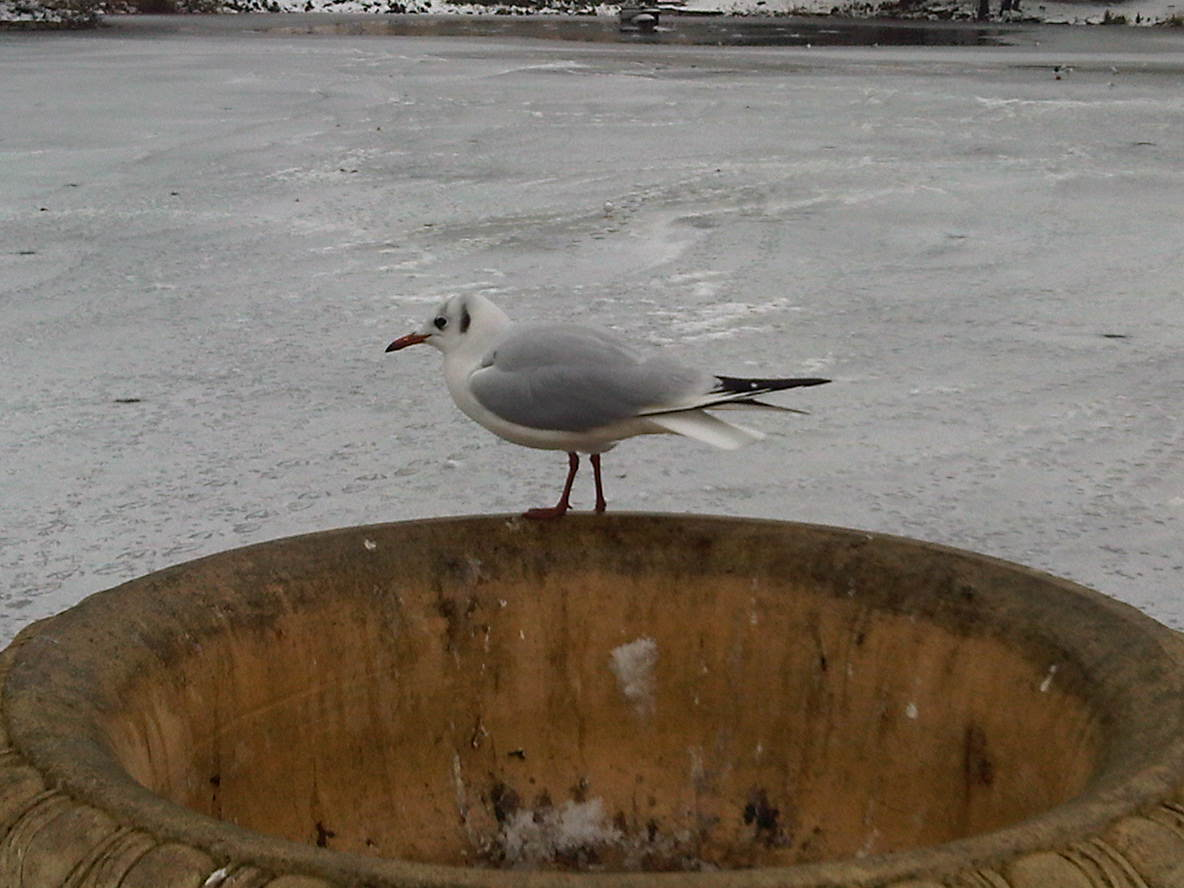
Téli tollazatban
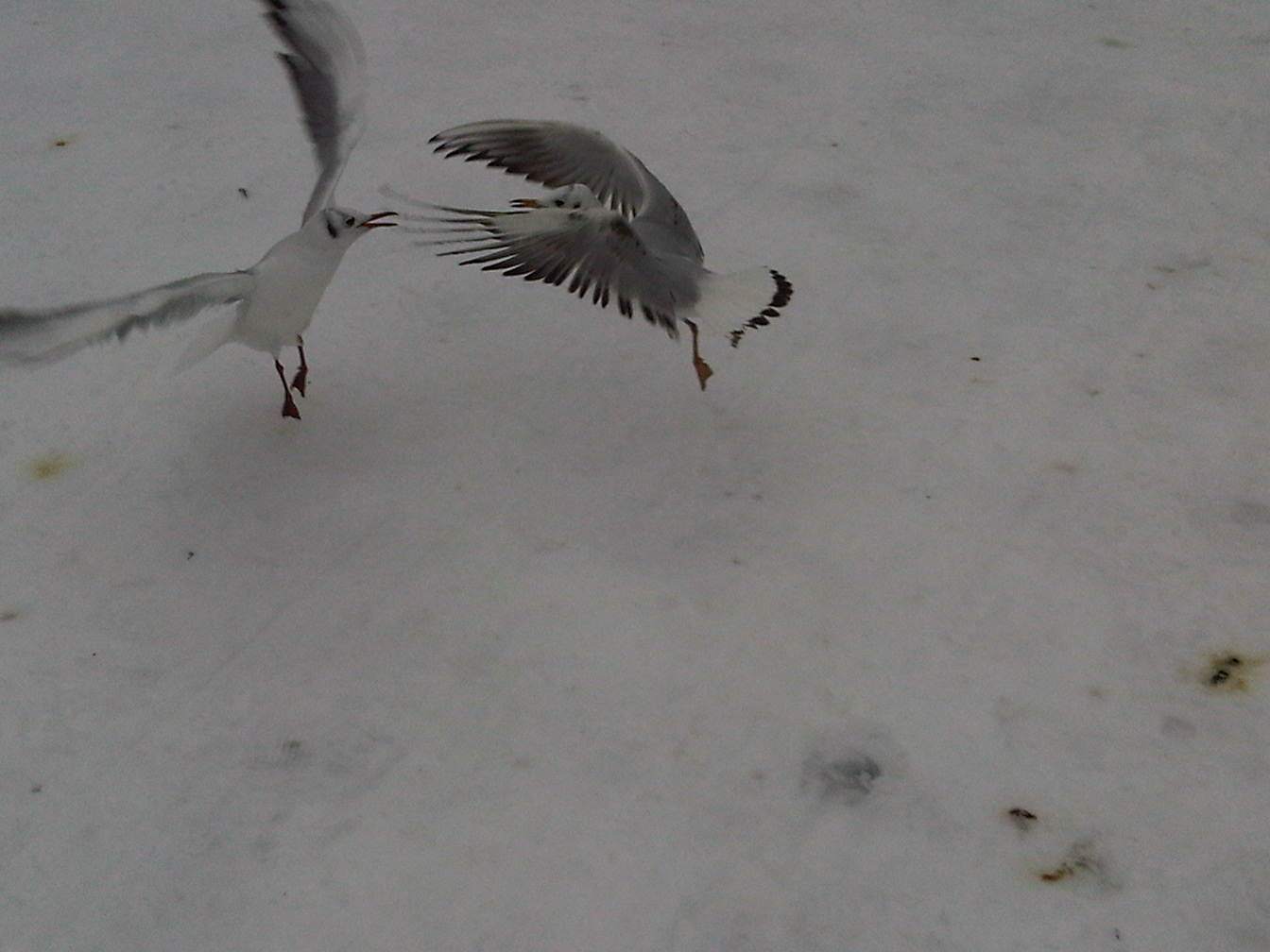
Két veszekedő dankasirály

## Természetvédelmi helyzete
Az elterjedési területe rendkívül nagy, egyedszáma ismeretlen. A Természetvédelmi Világszövetség Vörös listáján nem fenyegetett fajként szerepel. Magyarországon védett, természetvédelmi értéke 50 000 Forint.